# ウィリアムズ・ペレス
ウィリアムズ・デビッド・ペレス・モンテス（Williams David Pérez Montes, 1991年5月21日 - ）は、ベネズエラ・ポルトゥゲサ州アカリグア出身のプロ野球選手（投手）。右投右打。メキシカンリーグのサルティーヨ・サラペメーカーズ所属 。

## 経歴

### プロ入りとブレーブス時代
2009年1月12日にアトランタ・ブレーブスと契約。この年は傘下のルーキー級ドミニカン・サマーリーグ・ブレーブスで17試合に登板し、2勝2敗・防御率2.35・57奪三振の成績を残した。
2010年はルーキー級ガルフ・コーストリーグ・ブレーブスでプレーし、12試合に登板して0勝6敗・防御率5.63・43奪三振の成績を残した。
2011年はまずアパラチアンリーグのルーキー級ダンビル・ブレーブスで7試合に登板して2勝0敗・防御率3.33・11奪三振の成績を残した。7月からルーキー級ガルフ・コーストリーグでプレーし、6試合に登板して2勝0敗・防御率1.80・27奪三振の成績を残した。
2012年はルーキー級ダンビルでプレーし、13試合に登板して4勝3敗1セーブ・防御率4.15・54奪三振の成績を残した。
2013年はまずA級ローム・ブレーブスで14試合に登板して5勝4敗・防御率4.24・59奪三振の成績を残した。7月にA+級リンチバーグ・ヒルキャッツへ昇格。9試合に登板し、6勝2敗・防御率2.62・47奪三振の成績を残した。
2014年はAA級ミシシッピ・ブレーブスでプレーし、26試合に登板して7勝6敗・防御率2.91・94奪三振の成績を残した。6月にはサザンリーグのオールスターゲームに選出され、8月に発表された同リーグのポストシーズン・オールスターチームにも選出された。8月第3週には2試合の登板で、2勝0敗・防御率0.64、奪三振12個の好成績を挙げ、サザンリーグの週間最優秀投手に選ばれた。オフの11月19日にブレーブスとメジャー契約を結び、40人枠入りした。
2015年5月6日にメジャー初昇格を果たし、8日のワシントン・ナショナルズ戦でメジャーデビュー。この試合では1死しか取れず、四球と安打をそれぞれ2つずつ与えて4失点を喫した。その後はそれなりのピッチングを見せるようになり、最終的には23試合に登板してうち20試合で先発登板した。防御率4.78・7勝6敗という成績を残したほか、完投も1試合で記録し、メジャー初セーブもマークした。
2016年は11試合に先発登板したが、防御率6.04・2勝3敗・WHIP1.34と、メジャーの壁に阻まれた恰好となった。同年のマイナーリーグ（ルーキー級・A級・AAA級）では、6試合の先発登板で防御率3.86・1勝3敗・9死球・29奪三振・WHIP1.09という成績を残した。オフの12月8日に自由契約となった。

### カブス傘下時代
2017年1月31日にシカゴ・カブスとマイナー契約を結び、スプリングトレーニングに招待選手として参加することになった。この年はAAA級アイオワ・カブスで23試合（全て先発）に登板し、7勝10敗、防御率5.01の成績を残したが、メジャー昇格の機会はなかった。11月6日にFAとなったが、11月20日に再契約した。
2018年もカブスのスプリングトレーニングに招待選手として参加することになっていたが、2月9日にベネズエラで52歳のコーチを射殺した容疑で逮捕された（偶発的な事故としてのちに釈放）。2月23日にカブスを自由契約となった。

### 独立リーグ時代
カブス退団後は独立リーグであるフロンティアリーグのサザンイリノイ・マイナーズと契約し、2試合に登板した。

### マリナーズ傘下時代
2018年6月5日にシアトル・マリナーズとマイナー契約を結んだ。AA級アーカンソー・トラベラーズとAAA級タコマ・レイニアーズでプレーし、合計で17試合登板、8勝2敗、防御率2.45の成績を残した。オフの11月2日にFAとなった。

### カージナルス傘下時代
2018年11月19日にセントルイス・カージナルスとマイナー契約を結び、翌年のスプリングトレーニングに招待選手として参加することになった。2019年はAA級以下の傘下3球団でプレーし、合計で18試合登板、6勝3敗、防御率5.02という成績だった。オフの11月4日にFAとなった。

### メキシカンリーグ時代
2021年5月20日にメキシカンリーグのティフアナ・ブルズと契約した。7月4日にメキシコシティ・レッドデビルズにトレード移籍した。オフの12月9日に自由契約となった。
2022年5月5日にドスラレドス・オウルズと契約。14試合に先発登板して4勝5敗、防御率5.28という成績だった。シーズン終了後に退団。
2023年1月4日にサルティーヨ・サラペメーカーズと契約した。

## 詳細情報

### 年度別投手成績
| 年 度    | 球 団    | 登 板 | 先 発 | 完 投 | 完 封 | 無 四 球 | 勝 利 | 敗 戦 | セ 丨 ブ | ホ 丨 ル ド | 勝 率 | 打 者 | 投 球 回 | 被 安 打 | 被 本 塁 打 | 与 四 球 | 敬 遠 | 与 死 球 | 奪 三 振 | 暴 投 | ボ 丨 ク | 失 点 | 自 責 点 | 防 御 率 | W H I P |
| -------- | -------- | ----- | ----- | ----- | ----- | -------- | ----- | ----- | -------- | ----------- | ----- | ----- | -------- | -------- | ----------- | -------- | ----- | -------- | -------- | ----- | -------- | ----- | -------- | -------- | ------- |
| 2015     | ATL      | 26    | 23    | 1     | 0     | 0        | 7     | 6     | 1        | 0           | .538  | 514   | 116.2    | 130      | 13          | 51       | 2     | 9        | 73       | 4     | 1        | 66    | 62       | 4.78     | 1.55    |
| 2016     | ATL      | 11    | 11    | 0     | 0     | 0        | 2     | 3     | 0        | 0           | .400  | 233   | 53.2     | 57       | 7           | 15       | 3     | 2        | 27       | 4     | 0        | 37    | 36       | 6.04     | 1.34    |
| MLB：2年 | MLB：2年 | 37    | 34    | 1     | 0     | 0        | 9     | 9     | 1        | 0           | .500  | 747   | 170.1    | 187      | 20          | 66       | 5     | 11       | 100      | 8     | 1        | 103   | 98       | 5.18     | 1.49    |

- 2021年度シーズン終了時

### 背番号
- 61（2015年）
- 57（2016年）